# Microsoft Office 2000
Microsoft Office 2000 is een versie van Microsoft Office. De RTM-versie werd uitgebracht op 29 maart 1999 gevolgd door de lancering op 7 juni 1999 voor het grote publiek. Het is de opvolger van Microsoft Office 97 en de voorganger van Microsoft Office XP. Microsoft Office 2000 is beschikbaar in vijf verschillende edities, waarvan de meest uitgebreide editie Office 2000 Developer is.
Microsoft Office 2000 werd ontworpen als volledige 32-bit-applicatie om rekening te houden met de millenniumbug. Alle Office 2000-applicaties ondersteunen Object Linking and Embedding (OLE) die het mogelijk maakt om data automatisch tussen verschillende programma's over te dragen.
Office 2000 was de eerste versie van Office die gebruikmaakte van de Windows Installer-technologie. Dit maakte mogelijk om service packs te installeren. De eerste update werd Service Release 1 (SR-1) genoemd. Volgende updates werden service packs genoemd. Service pack 3, die uitgebracht werd op 21 oktober 2002, was de laatste service pack.
Microsoft Office 2000 had Easter eggs, hoewel de meeste werden verwijderd in SR-1. Microsoft Excel bevatte bijvoorbeeld een verborgen spel, genaamd Dev Hunter.
De algemene ondersteuning voor Office 2000 werd beëindigd op 30 juni 2004. De uitgebreide ondersteuning werd stopgezet op 14 juli 2009.
Office 2000 was de laatste versie van de Microsoft Office die Windows 95 ondersteunde.

## Edities
| Office-programma's                                 | Standard | Small Business | Professional | Premium | Developer |
| -------------------------------------------------- | -------- | -------------- | ------------ | ------- | --------- |
| Word 2000                                          | Ja       | Ja             | Ja           | Ja      | Ja        |
| Excel 2000                                         | Ja       | Ja             | Ja           | Ja      | Ja        |
| Outlook 2000                                       | Ja       | Ja             | Ja           | Ja      | Ja        |
| PowerPoint 2000                                    | Ja       | Nee            | Ja           | Ja      | Ja        |
| Publisher 2000                                     | Nee      | Ja             | Ja           | Ja      | Ja        |
| Klantenbeheer voor kleine en middelgrote bedrijven | Nee      | Ja             | Ja           | Ja      | Ja        |
| Access 2000                                        | Nee      | Nee            | Ja           | Ja      | Ja        |
| FrontPage 2000                                     | Nee      | Nee            | Nee          | Ja      | Ja        |
| PhotoDraw 2000                                     | Nee      | Nee            | Nee          | Ja      | Ja        |
| Developer Tools and SDK                            | Nee      | Nee            | Nee          | Nee     | Ja        |
| Visio 2000                                         | Nee      | Nee            | Nee          | Nee     | Nee       |
| Project 2000                                       | Nee      | Nee            | Nee          | Nee     | Nee       |
| MapPoint 2000                                      | Nee      | Nee            | Nee          | Nee     | Nee       |
| Vizact 2000                                        | Nee      | Nee            | Nee          | Nee     | Nee       |

Microsoft Office 2000 Personal was een extra editie, uitsluitend ontworpen voor de Japanse markt, die Word 2000, Excel 2000 en Outlook 2000 bevatte. Deze compilatie zou later worden verspreid als Office 2003 Basic.